# Baphomet
Pour les articles homonymes, voir Baphomet (homonymie).

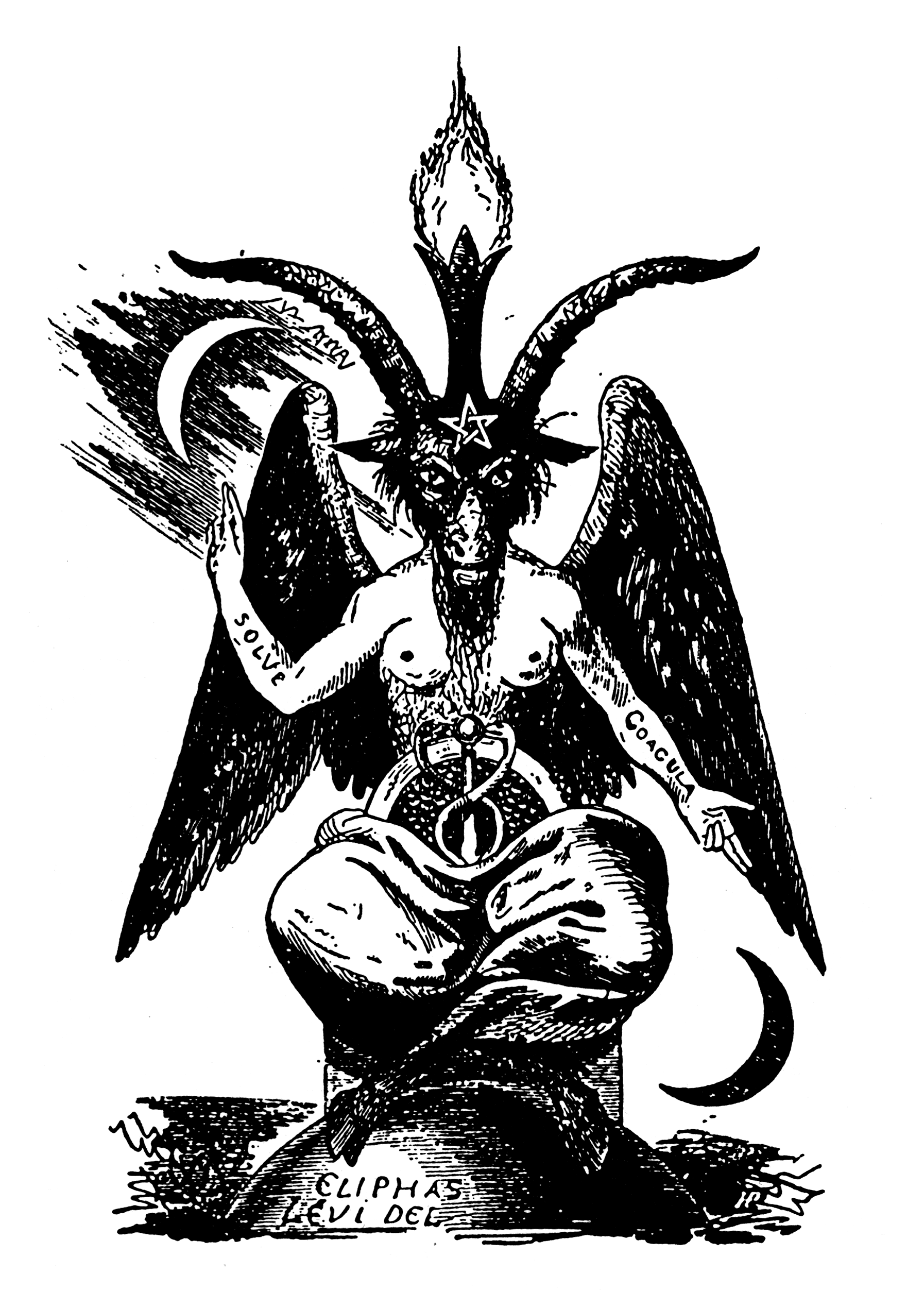
Représentation de Baphomet, 1854.

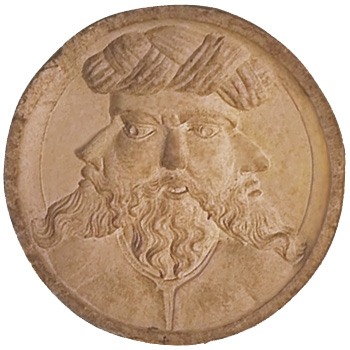
Clé de voûte du XVIe siècle dans la forteresse de Tomar, Portugal, souvent interprétée comme une représentation possible de Baphomet

Baphomet ou Bophomet est le nom donné par certains occultistes du XIXe siècle à l'idole mystérieuse que les chevaliers de l’ordre du Temple furent accusés de vénérer.
Le plus souvent représentée par la tête d'un homme barbu, l'idole était vénérée mais également crainte pour sa laideur. Ses caractéristiques notoires sont des seins ainsi qu'une tête de bouc.

## Origine et légende
Dans le Nouveau Testament, l'Évangile selon Matthieu mentionne à plusieurs reprises une séparation du Bien et du Mal par une opposition entre la Droite et la Gauche. La Gauche symbolisée par des boucs représentant le Mal et la Droite incarnée par des brebis s'identifiant au Bien.
- Nouveau Testament (Matthieu, chapitre 25, versets 32 à 34) : Toutes les nations seront assemblées devant lui. Il séparera les uns d'avec les autres, comme le berger sépare les brebis d'avec les boucs ; et il mettra les brebis à sa droite, et les boucs à sa gauche.
- Nouveau Testament (Matthieu, chapitre 25, verset 41) : Ensuite il dira à ceux qui seront à sa gauche : Retirez-vous de moi, maudits ; allez dans le feu éternel qui a été préparé pour le Diable et pour ses anges. Car j'ai eu faim, et vous ne m'avez pas donné à manger ; j'ai eu soif, et vous ne m'avez pas donné à boire.

### Signification du terme
La première attestation du nom Baphomet paraît dans une lettre de 1098 d'Anselme II d'Ostrevent de Ribemont (compagnon de Godefroy de Bouillon et porte-étendard du Vermandois) relatant le siège d'Antioche lors de la première croisade :
| « Sequenti die aurora apparente, altis vocibus Baphometh invocaverunt ; et nos Deum nostrum in cordibus nostris deprecantes, impetum facientes in eos, de muris civitatis omnes expulimus. » | « Alors que l'aube pointait, ils invoquèrent bruyamment Baphometh ; et nous priâmes silencieusement notre Dieu en nos cœurs, alors nous attaquâmes et ils furent rejetés des murs de la cité. » |

En effet, étant souvent très ignorants de l’Islam, les chevaliers francs arrivant en Orient pensaient que les Sarrasins adoraient des idoles et prenaient leur prophète Mahomet pour un de leurs dieux.
Baphomet apparaît également en 1195 dans le poème Senhor, per los nostes peccatz du troubadour Gavaudan en pleine période des Croisades, comme l'occitanisation de Mahomet  
.
Le nom apparaît abondamment lors du procès de l'ordre du Temple en 1307, sous le règne de Philippe IV le Bel. Les Templiers, à la chute des États latins d’Orient en 1291 ont été nombreux à s’exiler en France et représentent une force militaire et financière puissante face à un pouvoir royal affaibli par les dettes. Ils ont, entre autres, été accusés d'apostasie, pour avoir en Orient renié le Christ et adoré « Baphomet » . Le nom de l'idole supposément adorée par les Templiers apparaît à la fois dans l'accusation et dans certains aveux obtenus lors des interrogatoires menés par l'Inquisition.
Selon Heinrich Finke, on trouve d'ailleurs également la forme Magometus dans les interrogatoires du procès.
Hugh Schonfield, spécialiste des manuscrits de la mer Morte, pensa qu'il s'agissait d'un mot codé. En effet, en appliquant le code Atbash (système de chiffrement très ancien) au mot Baphomet écrit en caractères hébreux, on obtient sophia, qui signifie « sagesse » en grec. Selon son interprétation, en vénérant Baphomet, les Templiers auraient voué en vérité un culte au principe de sagesse… ou aussi à la gnose.
Plusieurs autres étymologies fantaisistes ont été proposées : Baphe-métous, baptême de sagesse ; Bios-phos-métis, vie-lumière-sagesse ; Bapho ou Bafo, nom d'un port de Chypre dont le Temple fut très peu de temps le propriétaire ; Abufihamat, corruption de l'expression arabe « le Père de la compréhension », Maphomet « L'Incompris », ou encore de l'arabe Ouba el-Phoumet, « Père de la bouche », etc.
Pour Joseph von Hammer-Purgstall, Baphé est le baptême et Météos, l'initiation, il s'agirait donc d'un baptême du feu, qui se rattache au gnosticisme et est à rapprocher de la grande fête des templiers qui avait lieu le jour de la Pentecôte, c'est-à-dire le jour où le Saint-Esprit descendit sur les apôtres sous forme de langues de feu.
Pour Louis Charpentier, c'est une contraction avec élision de sept lettres de l'ensemble Bap(tiste-Ma)homet.
Émile Ollivier suggère un rapprochement avec Baffo, le port de Chypre, qui avait eu un temple fameux consacré à Astarté.
Pour Gérard de Sède, c'est le terme Bapheus mété qui signifie "teinturier de la Lune" qui est a rapprocher de Baphomet. Dans ce cas, baffometi, pris adjectivement dans in figuram baffometi, pourrait se traduire par "A la manière des teinturiers de la Lune" qui désigne alchimiquement ceux qui peuvent transformer l'argent en or, c'est-à-dire les adeptes parvenus à la réalisation du grand œuvre.

## Description

### Représentations

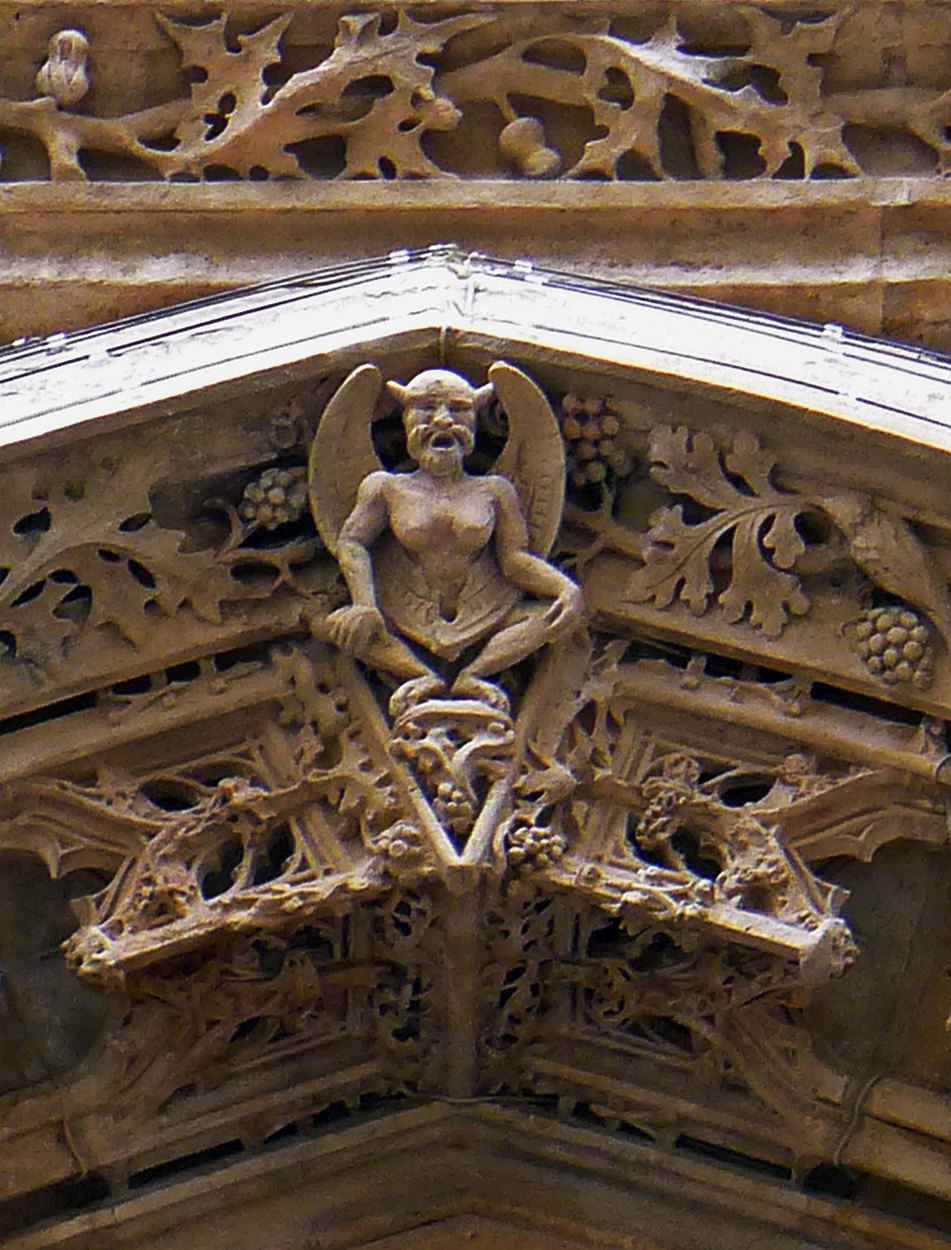
Le « Baphomet » de l'église Saint-Merri.

La représentation de Baphomet pourrait être inspirée du visage imprimé sur le Saint-Suaire de Turin. De nombreuses suppositions sur son véritable visage ont été effectuées : ainsi, on lui attribue le visage barbu de l'église de Templecombe à Somerset. À Paris dans le 4e arrondissement, on trouve un diable sur le tympan du porche de l’église Saint-Merri. Il fut sculpté entre 1841 et 1843. Certains y voient l'image d'un Baphomet. Cette insolite présence est signalée par Umberto Eco dans son roman Le Pendule de Foucault.
Toutefois, l'idole possiblement vénérée par les Templiers est de formes très diverses selon les témoignages recueillis durant les procès : tantôt très grande, tantôt tenant dans une poche, parfois en bois, en os ou en métal, sous la forme d'une statue ou d'une toile de peinture, l'idole représente souvent une tête d'homme barbu mais peut également être un lion à tête de femme, ou un visage presque humain pâle avec des cheveux frisés. Les inquisiteurs recherchèrent activement des têtes en bois ou en métal représentant Baphomet, qui auraient été nombreuses. Même les membres haut placés de l'Ordre du Temple, tels que Hugues de Pairaud, furent incapables de décrire la tête, expliquant qu'elle était trop hideuse pour être décrite, ou bien qu'ils fussent trop loin pour la voir.
Dans le même ordre d'idées d'allusion à la symbolique du ternaire, une clé de voûte représentant trois faces humaines à la bouche ouverte fut découverte dans une salle de la forteresse de Tomar. Seuls, des experts ont pu avoir accès à la partie du château qui la contient. Cette salle est interdite au public.[source insuffisante]

### Idée d'une influence orientale
La créature fantasmagorique fait presque immanquablement l'objet d'un engouement chez les individus ou groupes qui s'intéressent aux Templiers, en particulier lorsqu'on aborde les prétendues pratiques hétérodoxes qu'ils auraient acquises au Proche-Orient, au contact des cultures déjà en place parmi les États latins d'Orient.
Une autre théorie en fait la tête conservée d'Hugues de Payns, selon le témoignage d'un frère templier conservé dans les archives du Vatican. Cependant, rien ne permet de donner foi à ce témoignage, non plus qu'il est possible de l'infirmer, ni même de vérifier son existence, attestée par l'historien Heinrich Finke, lui-même cité par l'abbé Pétel.

### Dans la maçonnerie

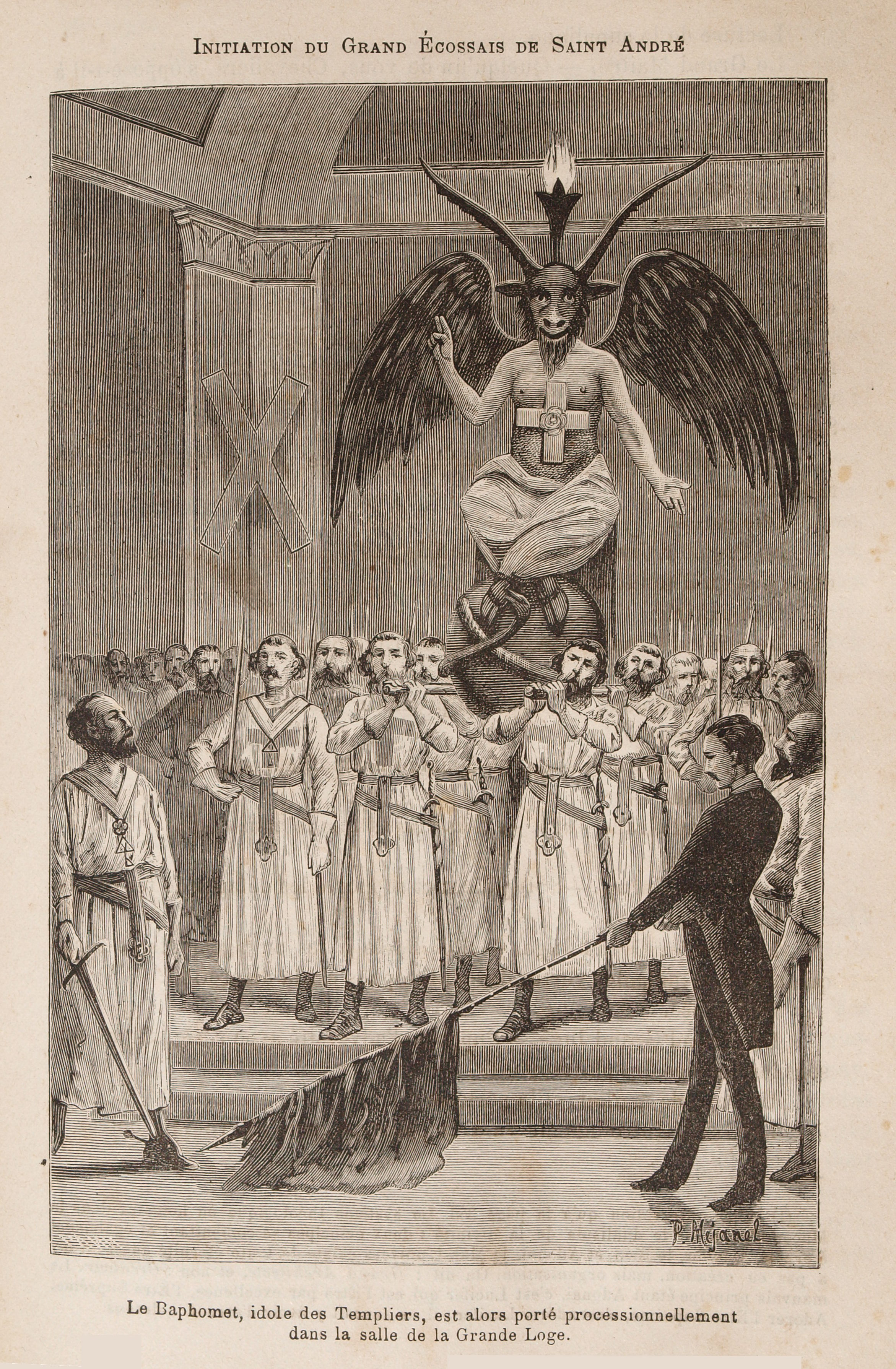
Le Baphomet en franc-maçonnerie, dans le canular de Taxil, illustration de Pierre Méjanel.

Plusieurs auteurs et ouvrages antimaçonniques lient la franc-maçonnerie à la figure de Baphomet. Par exemple, Serge Abad-Gallardo, membre démissionnaire de la franc-maçonnerie française de l'obédience maçonnique de l'Ordre maçonnique mixte international « le Droit humain » ayant atteint le 18e degré maçonnique, converti à la religion catholique, cite le 29e degré maçonnique faisant partie des Hauts grades maçonniques comme plaçant le candidat au grade devant une effigie du Baphomet et à côté un crucifix que le candidat doit piétiner. Il interprète ce rite maçonnique dans le sens où la glorification de l'homme recherchée passe par le rejet du Dieu des chrétiens.
Cyril Dougados, membre démissionnaire de la franc-maçonnerie française de l'obédience maçonnique de la Grande Loge nationale française ayant atteint le 32e degré maçonnique, précise que dans des grades de perfectionnement (hauts grades maçonniques) l'œil omniscient est remplacé par le Baphomet.
L'historien et essayiste espagnol Alberto Bárcena Pérez, universitaire complaisant avec le Franquisme, a publié le rituel maçonnique complet dans lequel se trouve la référence au Baphomet.
De même, l'essayiste espagnol Manuel Guerra Gómez dénonce la procession du Baphomet, également au 29e degré maçonnique du Rite écossais ancien et accepté, en relevant que la génuflexion en son hommage se fait en pliant le genou gauche au lieu du genou droit pour une génuflexion catholique devant le saint-sacrement.
Le Baphomet en franc-maçonnerie apparait également dans le canular de Taxil, également au 29e degré maçonnique du Rite écossais ancien et accepté, celui de "Grand écossais de saint André d’Écosse" ou "Chevalier de saint André d’Écosse" dans son ouvrage Les mystères de la Franc-maçonnerie (1886).

## Culte autour de Baphomet

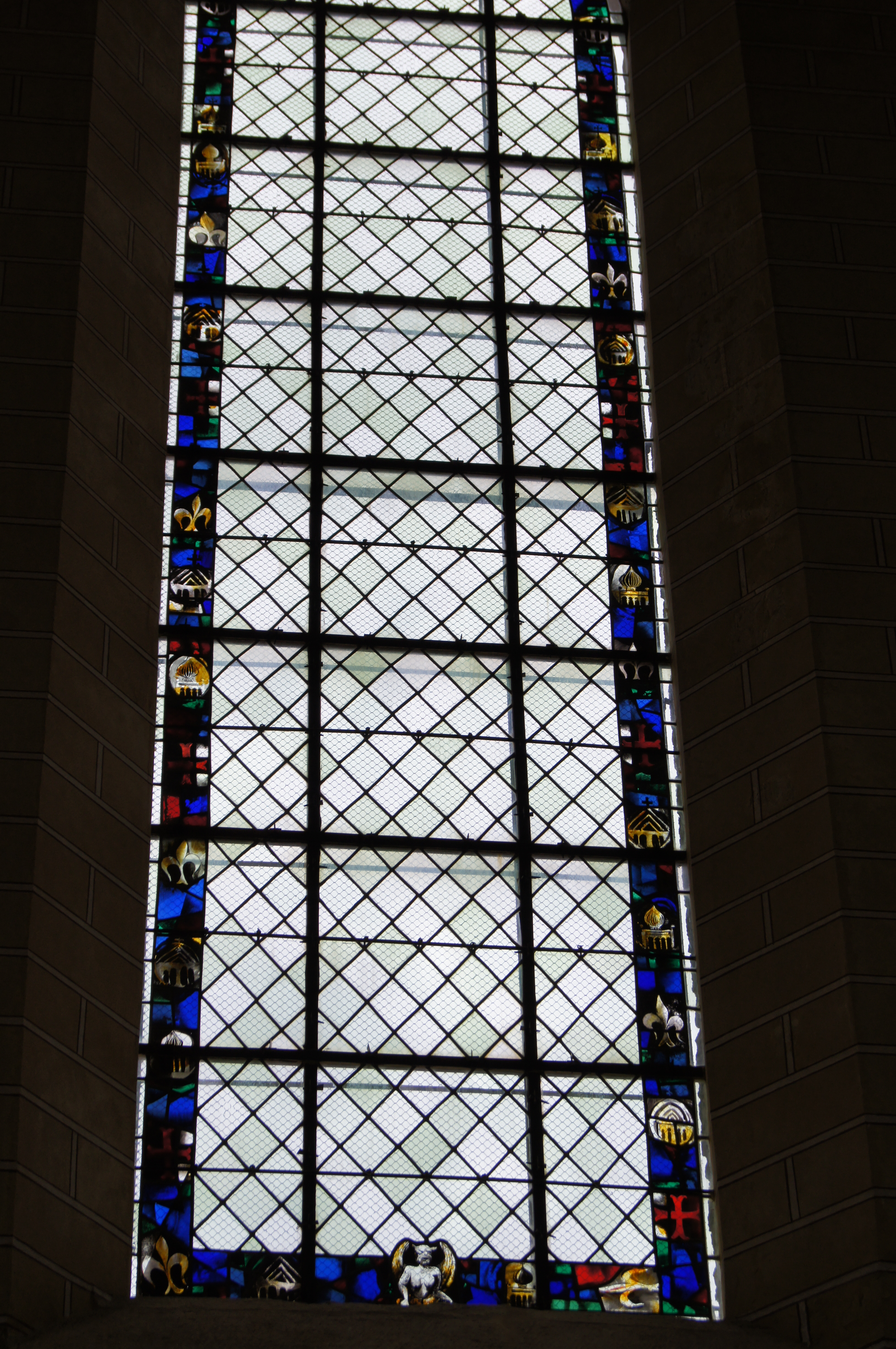
Vitrail de la chapelle de la commanderie de la Villedieu

Selon certaines sources invérifiables car légendaires, le culte de Baphomet aurait eu lieu durant les rites secrets des Templiers. L'effigie de Baphomet était sortie et montrée à tout le monde, sous la lumière de bougies noires. Très laide, elle provoquerait l'effroi en la voyant. Durant certains rites, les Templiers embrassaient la tête puis l'entouraient de cordelettes ; celles-ci étaient par la suite portées autour d'eux-mêmes. Cette pratique serait issue d'une coutume palestinienne qui voulait que ces cordelettes aient des propriétés magiques telles que la guérison des malades.
Le culte de Baphomet serait à rapprocher du johannisme qui consiste à renier le Christ pour ensuite mieux le servir.

### Temple satanique
Aux États-Unis une représentation de Baphomet « utilisée à des fins politiques et libertaires » s'est développée au début du XXIe siècle au sein du temple satanique, organisation humaniste ayant le statut de religion et dont le siège était à New York. Le 25 juillet 2015, en présence de plus de 700 adeptes, une statue à son effigie a été érigée à Détroit. Certains journalistes estiment que « Les actions du Temple satanique, délibérément provocatrices, [...] sont surtout menées contre ce qu'il estime être des représentations religieuses allant à l'encontre de la séparation de l’Église et de l’État ».